# Bjørn Bråthen
Bjørn Bråthen (* 29. Dezember 1930 in Oslo) ist ein ehemaliger norwegischer Radrennfahrer und nationaler Meister im Radsport.

## Sportliche Laufbahn
Bråthen (norwegische Schreibweise; in einigen Quellen auch Braathen) wurde 1960 nationaler Meister in der Mannschaftswertung des Straßenrennens gemeinsam mit Per Digerud und Odd Arnesen. 1961 gewann dieses Team den Titel erneut.
In der Internationalen Friedensfahrt startete er dreimal. 1954 wurde er 70., 1956 58. und 1961 60. der Gesamtwertung. Er startete für den Verein Glåmdal Cycling Club.

## Familiäres
Sein Sohn Stein Bråthen war ebenfalls Radrennfahrer und Teilnehmer der Friedensfahrt.